# 373년

## 연호
- 동진(東晉) 영강(寧康) 원년
- 전량(前凉) 승평(昇平) 17년
- 전진(前秦) 건원(建元) 9년
- 대(代) 건국(建國) 36년

## 기년
- 동진(東晉) 효무제(孝武帝) 원년
- 신라(新羅) 내물 마립간(奈勿麻立干) 18년
- 고구려(高句麗) 소수림왕(小獸林王) 3년
- 백제(百濟) 근초고왕(近肖古王) 28년

## 사건
- 고구려가 율령 반포함.

## 사망
동진(東晉)의 실권자 환온(桓溫)